# Eric Brown
Eric Melrose "Winkle" Brown, född 21 januari 1919 i Leith i Skottland, död 21 februari 2016 i Redhill, England, var en brittisk stridspilot i brittiska flottans flygstridskrafter. Han har rekorden för flygandet av flest olika flygplanstyper, 487 stycken, samt flest antal landningar på hangarfartyg, 2407. Han var den förste pilot i ett flygplan med jetdrift som lyfte ifrån och landade på ett hangarfartyg. 

## Andra världskriget
Efter att ha återvänt till Storbritannien efter andra världskrigets utbrott gick Eric Brown först med i Royal Air Force Voluntary Reserve och senare med i Royal Navy Volunteer Reserve som pilot i Fleet Air Arm. Hans första tjänstgöring var i 802 Naval Air Squadron(en) ombord på det första eskorthangarfartyget(en) HMS Audacity som togs i tjänst i juni 1941. Han flög ett av hangarfartygets 8 stycken jaktflygplan av typen Grumman Martlet. Under sin tjänstgöring ombord på Audacity sköt Brown ned två spaningsflygplan av typen Focke-Wulf Fw 200 Condor. Under den fjärde konvojen HG 76(en) som Audacity eskorterade sänktes hon den 21 december 1941 av en torped från den tyska ubåten U 751(en). Eric Brown var en av de 407 som räddades ur det kalla vattnet medan 73 man omkom.
Hans färdigheter i tyska språket kom till användning då han fick intervjua tillfångatagna tyska fiender och frågade ut dem om deras flygstridskrafter. Vid krigsslutet var Brown med vid befrielsen av koncentrationslägret Bergen-Belsen. Han förhörde Nazitysklands flygvapenchef Hermann Göring och ovetandes förhörde han även Heinrich Himmler, som dolt sin identitet under aliaset Henrich Hitzinger. 
Efter kriget tjänstgjorde Brown som testpilot i riskfyllda flygprov varvid han visade sig vara en pilot som förberedde sig noga genom att bland annat surra fast sina anteckningar på benen för att hålla reda på exakt vilket flygplan han befann sig i. Han gjorde sin sista flygning 1994. Han författade flera böcker om flyg. Brown dekorerades med Brittiska imperieorden av graderna MBE, OBE CBE samt Distinguished Service Cross.